# پرده نمایش

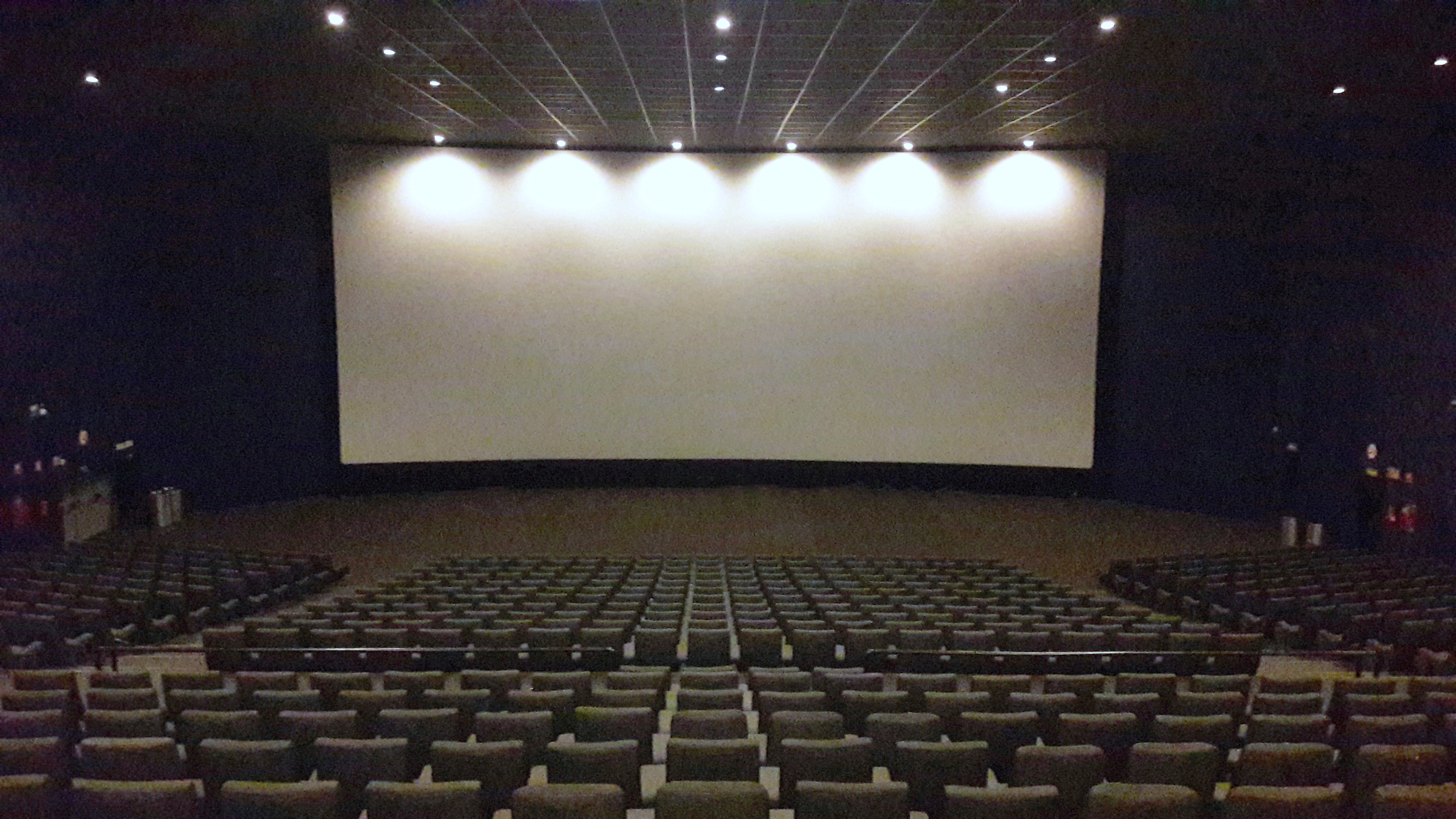
پردهٔ سینما

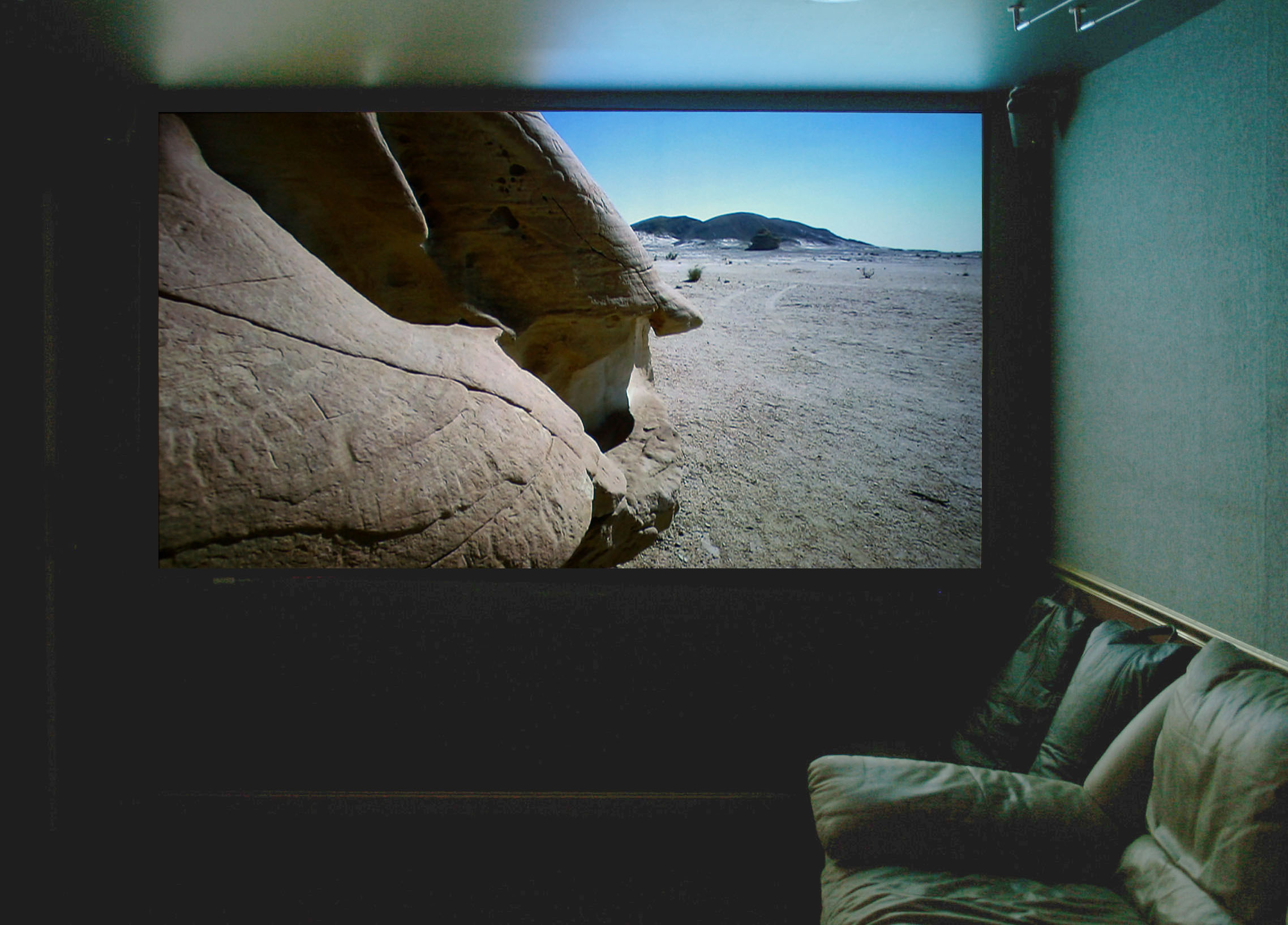
پردهٔ نمایش سینمای خانگی که تصویر تلویزیونی با وضوح بالا را نشان می‌دهد

پردهٔ نمایش (به اختصار: پرده) یا صفحهٔ پروژکتور پرده‌ای نصب‌شده شامل یک بخش مسطح و یک ساختار نگهدارنده است که بستر فراتابی تصویر برای نمایش عمومی استفاده می‌شود. پرده‌های نمایش گاه ثابت است، مانند پردهٔ سینما نصب‌شده بر دیوار؛ گاه سیار با مدل‌های سه‌پایه یا با فاصله از زمینمانند اتاق فراهمایی یا دیگر فضاهای نمایش غیراختصاصی. یکی دیگر از انواع محبوب پرده‌های قابل‌حمل، پرده‌های بادی برای نمایش فیلم در فضای باز (سینماهای فضای باز) است.
طبق اندیشه پرکینز، پرده‌ی میان فیلم که بین ما و دنیای فیلم قرار دارد، نوعی فاصله عاطفی ایجاد می‌کند که به ما این امکان را می‌دهد از اشیاء و لحظاتی لذت ببریم که در دنیای واقعی ممکن است تحمل‌ناپذیر یا غیرقابل دسترس باشند. این پرده نه تنها به عنوان یک مانع، بلکه به عنوان یک دروازه عمل می‌کند که ما را به دنیای خیالی می‌برد، دنیایی که در آن می‌توانیم به راحتی احساسات شدید، ترس، شادی و هر نوع احساسی را تجربه کنیم بدون آنکه عواقب آن را در زندگی واقعی بپذیریم.

## منبع‌ها
1. 1 2  «پردهٔ سینما، پرده» [سینما و تلویزیون] هم‌ارزِ «screen»؛ منبع: گروه واژه‌گزینی. دفتر اول. فرهنگ واژه‌های مصوب فرهنگستان. تهران: انتشارات فرهنگستان زبان و ادب فارسی. شابک ۹۶۴-۷۵۳۱-۳۱-۱ (ذیل سرواژهٔ پردهٔ سینما)
2. ↑  پرکینز، ویکتور (۱۴۰۰). فیلم به عنوان فیلم. خجسته. صص. فصل ۷.